# Берёзки (Ярославская область)
Берёзки — деревня в Некрасовском районе Ярославской области. Входит в состав сельского поселения Некрасовское.

## История
В 1965 г. Указом Президиума ВС РСФСР село Выдрино переименовано в Берёзки.

## Население
| 2007 | 2010 |
| ---- | ---- |
| 0    | →0   |

### Известные жители
- Батов, Александр Иванович (1923—1992) — разведчик Великой Отечественной войны, полный кавалер ордена Славы.
- Батов, Владимир Васильевич (1914—1979) — командир роты в Великой Отечественной войне, Герой Советского Союза (1945).